# Markt Erlbach

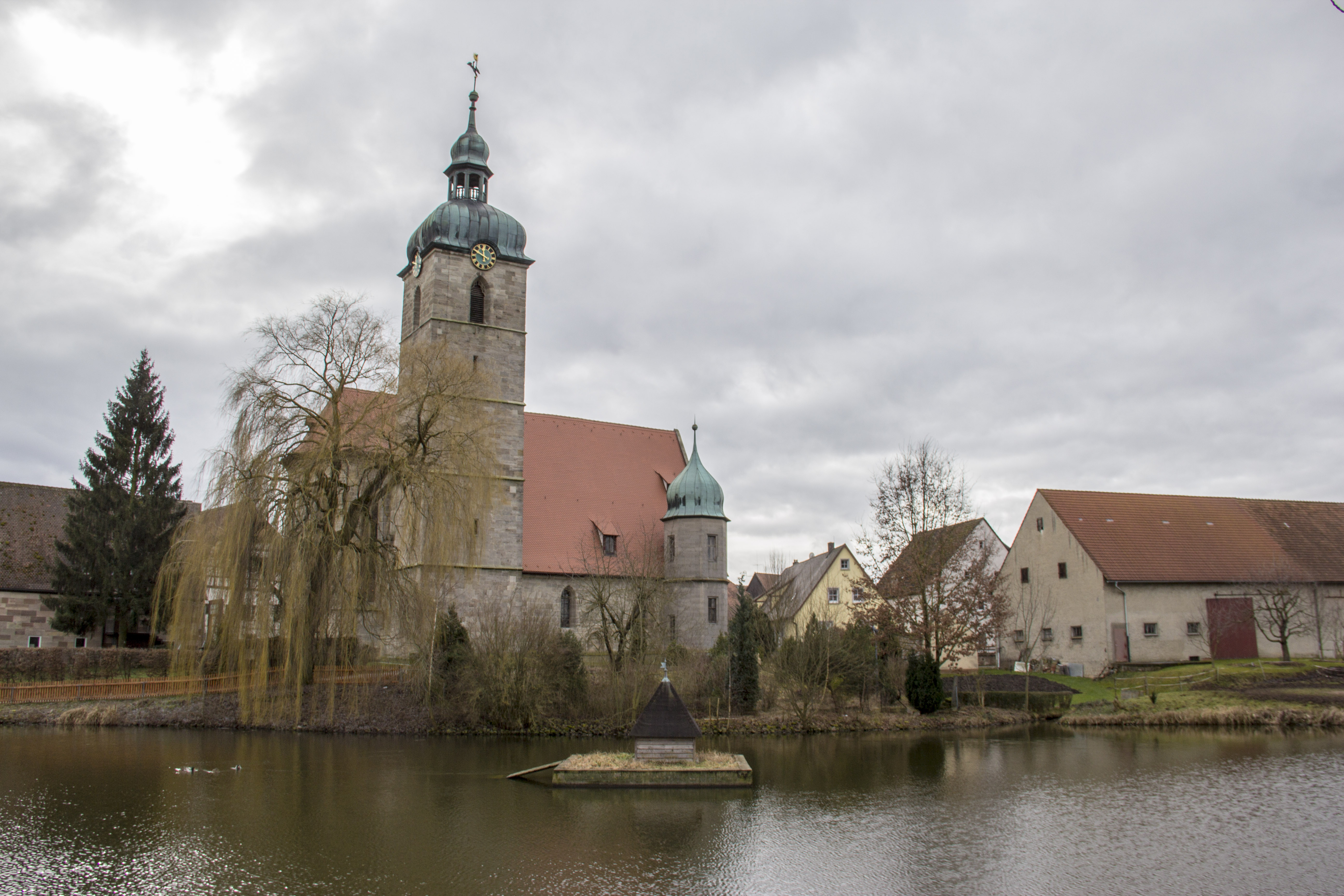
St. Kilian

Markt Erlbach – gmina targowa w Niemczech, w kraju związkowym Bawaria, w rejencji Środkowa Frankonia, w regionie Westmittelfranken, w powiecie Neustadt an der Aisch-Bad Windsheim. Leży około 10 km na południe od Neustadt an der Aisch, przy linii kolejowej Norymberga - Veitsbronn - Markt Erlbach.

## Dzielnice
W skład gminy wchodzą następujące dzielnice: Altselingsbach, Altziegenrück, Buchen, Eschenbach, Haaghof, Hagenhofen, Haidt, Jobstgreuth, Kappersberg, Kemmathen, Klausaurach, Knochenhof, Kotzenaurach, Linden, Losaurach, Mettelaurach, Morbach, Mosbach, Oberulsenbach, Rimbach, Siedelbach, Wilhelmsgreuth.

## Zabytki i atrakcje
- Kościół św. Kiliana (St. Kilian)
- Kościół pw. św. Leonarda (St. Leonhard)
- Kościół pw. św. Jodoka (St. Jobst)
- dom bramny
- stary Ratusz
- strzelnica z 1689
- rynek
- Muzeum Rzemieślników (Rangau-Handwerker-Museum)

## Osoby urodzone w Markt Erlbachu
- Kaspar Löner, teolog, reformator